# MRI de difusão

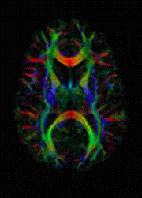
Mapeamento de cores DTI

MRI de difusão, IRM de difusão, ou imagem de difusão por ressonância magnética é um método IRM ou MRI (do inglês magnetic resonance imaging, obtenção de imagens por ressonância magnética) que produz imagens in vivo de tecidos biológicos ponderadas com as características microestruturais locais da difusão de água. O campo de MRI de difusão pode ser entendido em termos de duas classes distintas de aplicação—MRI ponderada de difusão e MRI de tensor de difusão. MRI ponderada de difusão pode prover informação sobre danos a partes do sistema nervoso. MRI de tensor de difusão pode prover informação sobre as conexões entre as regiões do cérebro.
Na imagem ponderada de difusão (DWI, de diffusion weighted imaging), cada voxel de imagem (pixel tridimensional) tem uma intensidade na imagem que reflete uma única melhor medição da taxa de difusão da água naquele local. Esta medida é mais sensível a alterações iniciais após um acidente vascular cerebral que as medições com MRI tradicionais tais como taxas de T1 ou T2 de relaxamento de T2. DWI é principalmente aplicável quando o tecido de interesse é dominado por movimento de água isotrópica, e.g. substância cinzenta no córtex cerebral e os principais núcleos cerebrais—onde a taxa de difusão parece ser a mesma quando medida ao longo de qualquer eixo.